# Asuka Cambridge
Asuka "Aska" Antonio de Cambridge (ケンブリッジ 飛鳥, nascido em 31 de maio de 1993) é um velocista japonês, que compete nos 100 e 200 metros. É bicampeão dos Jogos da Ásia Oriental e medalhista de bronze no Campeonato Mundial Junior em Atletismo.
Nos Jogos Olímpicos de 2016 no Rio de Janeiro, Cambridge foi parte da equipe do  revezamento 4x100 metros para o Japão, que levou a medalha de prata na final.

## Biografia
Cambridge nasceu na Jamaica, filho de pai jamaicano e mãe japonesa.
Quando ele tinha 2 anos de idade, sua família mudou-se da Jamaica para Osaka, no Japão. Jogou futebol até os doze anos de idade. Quando ele tinha quatorze anos, ele se mudou para Tóquio e de Osaka.
Cambridge, focou no atletismo, participando de provas de curtas distâncias no ensino médio, em Tóquio, e mais tarde na universidade, onde estudou literatura e ciência. Ele foi o quarto nos 100 m em 2011 Nacional de Esportes do Festival do Japão. No Campeonato Mundial Júnior de Atletismo de 2012 ele não conseguiu a classificação para as finais de 200m, mas ele se destacou no revezamento 4x100m lado de Kazuma Oseto, Akiyuki Hashimoto, e Kazuki Kanamori – a equipe um record Asiático júnior com o tempo de 39.01 segundos nas eliminatórias (o mais rápido da classificatórias) e foram de apenas um centésimo mais lento na final, onde conquistou a medalha de bronze.
Em 2013, Cambridge, melhorou o seu recorde pessoal para 10.33 segundos nos 100 m e 20.62 segundos para os 200 m. Ele ganhou sua primeira medalha de ouro nos Jogos da Ásia Oriental 2013 , batendo o compatriota Shōta Iizuka nos 200m e, em seguida, se unindo com o seu rival para ajudar a segurar o título dos 4×100 metros para o Japão. Seu tempo de 38.44 segundos foi um novo record dos Jogos da Ásia Oriental – uma melhoria de cerca de meio segundo.
Em 25 de junho de 2016, Cambridge venceu a final de 100 m no Campeonato japonês com 10.16s para se qualificar para os jogos Olímpicos.
Em 19 de Agosto de 2016, Cambridge ganhou a medalha de prata no revezamento 4x100 metros para o Japão nas Olimpíadas de 2016.

## Recordes pessoais
- 100 metros – 10.10 (2016)[9]
- 200 metros – 20.62 (2013)[9]